# Liga A1 de Vóley 1997-98
La Liga A1 de Vóley 1997-98 fue la segunda edición de la competencia nacional de clubes. Se inició el 9 de noviembre de 1997 con el partido entre Mendoza de Regatas y Obras de San Juan, y finalizó el 19 de abril de 1998 con el partido final entre Luz y Fuerza de Necochea y Ferro de Buenos Aires, que coronó al equipo necochense como campeón nacional por primera vez.
Respecto a la temporada anterior, y a pesar de que se contaba con ellos,  no participaron ni Peñarol, campeón defensor, ni Boca Juniors, finalista.

## Fase regular
| Pos  | Equipo                   | PG | PP | Puntos |
| ---- | ------------------------ | -- | -- | ------ |
| 1.°  | Náutico Hacoaj           |    |    | 44/45  |
| 2.°  | Obras de San Juan        | 18 | 6  | 42     |
| 3.°  | Mendoza de Regatas       | 18 | 6  | 42     |
| 4.°  | Club de Amigos           |    |    | 41/42  |
| 5.°  | Ferro                    | 16 | 8  | 40     |
| 6.°  | Luz y Fuerza de Necochea | 15 | 9  | 39     |
| 7.°  | Azul Voley Club          | 13 | 11 | 37     |
| 8.°  | River Plate              | 13 | 11 | 37     |
| 9.°  | Vélez Sársfield          | 11 | 13 | 35     |
| 10.° | Rosario Central          | 5  | 19 | 29     |
| 11.° | GEBA                     | 4  | 20 | 28     |
| 12.° | Regatas Santa Fe         | 3  | 21 | 27     |
| 13.° | Unión Casildense         | 1  | 23 | 25     |

|  |                                                                                   |
|  | Clasificados a cuartos de final.                                                  |
|  | Para clasificar a la Liga 1998-99 debió hacerlo mediante el torneo metropolitano. |
|  | Clasificados a la Liga 1998-99.                                                   |
|  | Jugó por la permanencia.                                                          |

## Play offs
|  | Cuartos de final | Cuartos de final   | Cuartos de final |                  |     | Semifinales      | Semifinales | Semifinales |  |     | Final      | Final | Final |  |
|  |                  |                    |                  |                  |     |                  |             |             |  |     |            |       |       |  |
|  |                  |                    |                  |                  |     |                  |             |             |  |     |            |       |       |  |
|  | 1.°              | Náutico Hacoaj     | 2                |                  |     |                  |             |             |  |     |            |       |       |  |
|  | 1.°              | Náutico Hacoaj     | 2                |                  |     |                  |             |             |  |     |            |       |       |  |
|  | 8.°              | River Plate        | 0                |                  |     |                  |             |             |  |     |            |       |       |  |
|  | 8.°              | River Plate        | 0                |                  | 1.° | Náutico Hacoaj   | 0           |             |  |     |            |       |       |  |
|  |                  |                    |                  |                  | 1.° | Náutico Hacoaj   | 0           |             |  |     |            |       |       |  |
|  |                  |                    | 4.°              | Ferro (BA)       | 2   |                  |             |             |  |     |            |       |       |  |
|  | 4.°              | Club de Amigos     | 4.°              | Ferro (BA)       | 2   | 2                |             |             |  |     |            |       |       |  |
|  | 4.°              | Club de Amigos     |                  |                  |     |                  |             |             |  |     |            |       |       |  |
|  | 5.°              | Ferro (BA)         | 1                |                  |     |                  |             |             |  |     |            |       |       |  |
|  | 5.°              | Ferro (BA)         | 1                |                  |     |                  |             |             |  | 4.° | Ferro (BA) | 1     |       |  |
|  |                  |                    |                  |                  |     |                  |             |             |  | 4.° | Ferro (BA) | 1     |       |  |
|  |                  |                    | 6.°              | Luz y Fuerza (N) | 3   |                  |             |             |  |     |            |       |       |  |
|  | 2.°              | Obras (San Juan)   | 6.°              | Luz y Fuerza (N) | 3   | 2                |             |             |  |     |            |       |       |  |
|  | 2.°              | Obras (San Juan)   |                  |                  |     |                  |             |             |  |     |            |       |       |  |
|  | 7.°              | Azul Vóley         | 0                |                  |     |                  |             |             |  |     |            |       |       |  |
|  | 7.°              | Azul Vóley         | 0                |                  | 2.° | Obras (San Juan) | 1           |             |  |     |            |       |       |  |
|  |                  |                    |                  |                  | 2.° | Obras (San Juan) | 1           |             |  |     |            |       |       |  |
|  |                  |                    | 6.°              | Luz y Fuerza (N) | 2   |                  |             |             |  |     |            |       |       |  |
|  | 3.°              | Mendoza de Regatas | 6.°              | Luz y Fuerza (N) | 2   | 0                |             |             |  |     |            |       |       |  |
|  | 3.°              | Mendoza de Regatas |                  |                  |     |                  |             |             |  |     |            |       |       |  |
|  | 6.°              | Luz y Fuerza (N)   | 2                |                  |     |                  |             |             |  |     |            |       |       |  |
|  | 6.°              | Luz y Fuerza (N)   | 2                |                  |     |                  |             |             |  |     |            |       |       |  |
|  |                  |                    |                  |                  |     |                  |             |             |  |     |            |       |       |  |

El equipo que figura en la primera línea es quien obtuvo la ventaja de localía.
El resultado que figura al lado de cada equipo es la sumatoria de partidos ganados.

### Cuartos de final
| Fecha       | Local          | Resultado | Visitante      | Set 1 | Set 2 | Set 3 | Set 4 | Set 5 |
| ----------- | -------------- | --------- | -------------- | ----- | ----- | ----- | ----- | ----- |
| 21 de marzo | River Plate    | 2-3       | Náutico Hacoaj | 13-15 | 10-15 | 15-9  | 15-9  | 13-15 |
| 27 de marzo | Náutico Hacoaj | 3-2       | River Plate    | 4-15  | 15-9  | 14-16 | 15-9  | 15-8  |

| Fecha       | Local          | Resultado | Visitante      | Set 1 | Set 2 | Set 3 | Set 4 | Set 5 |
| ----------- | -------------- | --------- | -------------- | ----- | ----- | ----- | ----- | ----- |
| 21 de marzo | Ferro (BA)     | 3-0       | Club de Amigos | 15-8  | 15-6  | 15-6  | —     | —     |
| 27 de marzo | Club de Amigos | 3-0       | Ferro (BA)     | 15-8  | 15-11 | 17-15 | —     | —     |
| 29 de marzo | Club de Amigos | 1-3       | Ferro (BA)     | 14-16 | 11-15 | 15-13 | 9-15  | —     |

| Fecha       | Local              | Resultado | Visitante          | Set 1 | Set 2 | Set 3 | Set 4 | Set 5 |
| ----------- | ------------------ | --------- | ------------------ | ----- | ----- | ----- | ----- | ----- |
| 22 de marzo | Luz y Fuerza (N)   | 3-0       | Mendoza de Regatas | 15-5  | 15-10 | 15-7  | —     | —     |
| 27 de marzo | Mendoza de Regatas | 1-3       | Luz y Fuerza (N)   | 10-15 | 17-15 | 11-15 | 11-15 | —     |

| Fecha       | Local             | Resultado | Visitante         | Set 1 | Set 2 | Set 3 | Set 4 | Set 5 |
| ----------- | ----------------- | --------- | ----------------- | ----- | ----- | ----- | ----- | ----- |
| 22 de marzo | Azul Vóley        | 2-3       | Obras de San Juan | 15-4  | 11-15 | 13-15 | 15-8  | 13-15 |
| 29 de marzo | Obras de San Juan | 3-0       | Azul Vóley        | 15-9  | 15-8  | 15-9  | —     | —     |

### Semifinales
| Fecha      | Local          | Resultado | Visitante      | Set 1 | Set 2 | Set 3 | Set 4 | Set 5 |
| ---------- | -------------- | --------- | -------------- | ----- | ----- | ----- | ----- | ----- |
| 2 de abril | Ferro (BA)     | G-P       | Náutico Hacoaj | —     | —     | —     | —     | —     |
| 5 de abril | Náutico Hacoaj | 1-3       | Ferro (BA)     | 9-15  | 12-15 | 15-3  | 11-15 | —     |

| Fecha      | Local             | Resultado | Visitante         | Set 1 | Set 2 | Set 3 | Set 4 | Set 5 |
| ---------- | ----------------- | --------- | ----------------- | ----- | ----- | ----- | ----- | ----- |
| 5 de abril | Luz y Fuerza (N)  | 3-0       | Obras de San Juan | 15-3  | 15-8  | 15-11 | —     | —     |
| 8 de abril | Obras de San Juan | 3-1       | Luz y Fuerza (N)  | 15-8  | 13-15 | 15-7  | 15-13 | —     |
| 9 de abril | Obras de San Juan | 1-3       | Luz y Fuerza (N)  | 15-8  | 13-15 | 7-15  | 7-15  | —     |

### Final
| Fecha       | Local            | Resultado | Visitante        | Set 1 | Set 2 | Set 3 | Set 4 | Set 5 |
| ----------- | ---------------- | --------- | ---------------- | ----- | ----- | ----- | ----- | ----- |
| 12 de abril | Ferro (BA)       | 2-3       | Luz y Fuerza (N) | 15-11 | 15-7  | 12-15 | 9-15  | 13-15 |
| 14 de abril | Ferro (BA)       | 3-0       | Luz y Fuerza     | 15-6  | 15-5  | 15-7  | —     | —     |
| 17 de abril | Luz y Fuerza (N) | 3-2       | Ferro (BA)       | 11-15 | 15-12 | 5-15  | 15-11 | 15-12 |
| 19 de abril | Luz y Fuerza (N) | 3-2       | Ferro (BA)       | 5-15  | 15-4  | 13-15 | 15-6  | 15-13 |

Campeón
Luz y Fuerza (Necochea)
Primer título